# Bergeni repülőtér
A Bergeni repülőtér (IATA: BGO, ICAO: ENBR) Norvégia egyik nemzetközi repülőtere, amely Bergen község közelében található. Éves utasforgalma 5 949 060 fő (2016).

## Futópályák
A repülőtér futópályái:
- 17/35 (2990 m, 45 m, beton, aszfalt)

## Forgalom
Az utasforgalom az elmúlt években az alábbi módon változott:
| Utasok száma | 3 926 964 | 3 587 805 | 3 863 198 | 4 808 419 | 5 601 394 | 6 215 705 | 5 949 060 | 6 505 827 | 3 215 671 | 6 552 286 |
|              | 2000      | 2003      | 2005      | 2008      | 2011      | 2013      | 2016      | 2019      | 2021      | 2024      |